# Progress 15
Progress 15 (ryska: Прогресс-15) var en sovjetisk obemannad rymdfarkost som levererade förnödenheter, syre, vatten och bränsle till den sovjetiska rymdstationen Saljut 7. Den sköts upp med en Sojuz-U-raket, från Kosmodromen i Bajkonur, den 18 september 1982 och dockade med Saljut 7, den 20 september. Farkosten lämnade rymdstationen den 14 oktober 1982 och brann upp i jordens atmosfär den 16 oktober 1982.

### Fotnoter
1. ↑  ”NASA Space Science Data Coordinated Archive” (på engelska). NASA. https://nssdc.gsfc.nasa.gov/nmc/spacecraft/display.action?id=1982-094A. Läst 1 mars 2020.
2. ↑  Manned Astronautics - Figures & Facts Arkiverad 25 augusti 2009 hämtat från the Wayback Machine., läst 15 juli 2016.